# Revenga de Muñó

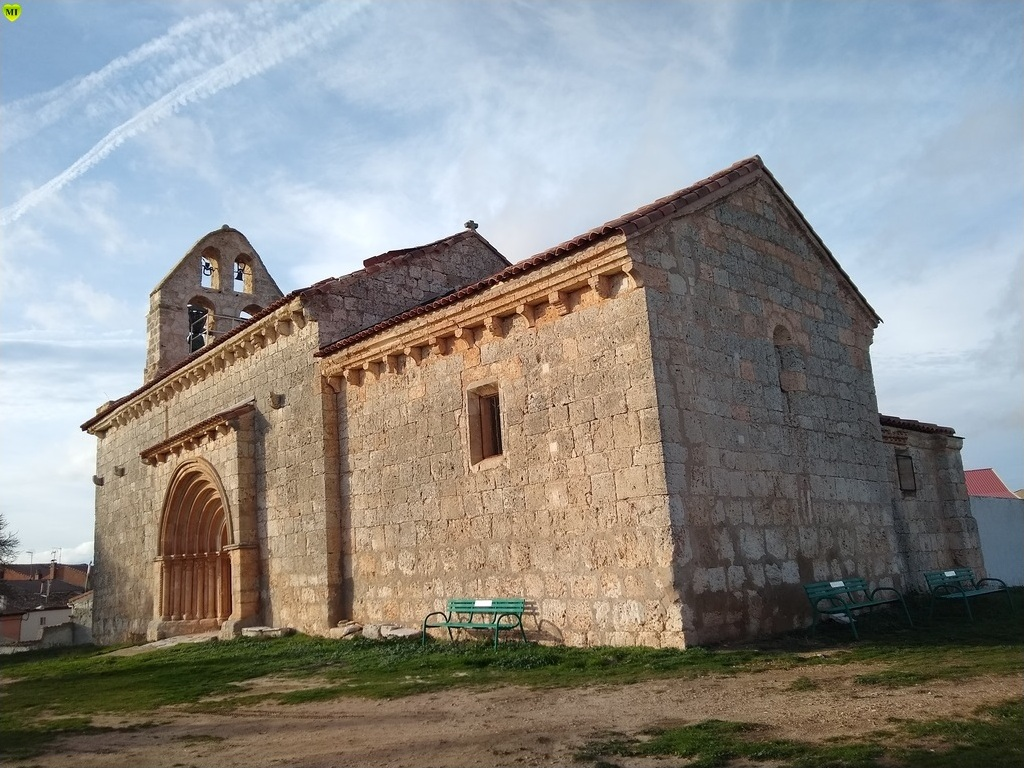
Iglesia de San Román Mártir

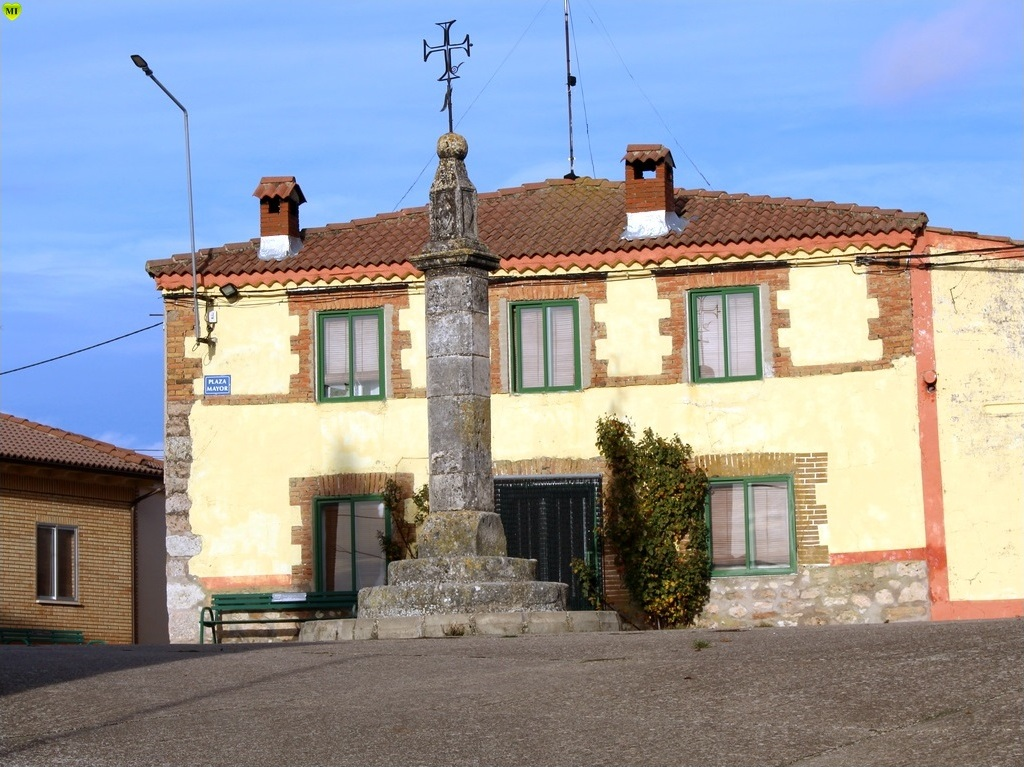
Rollo de justicia

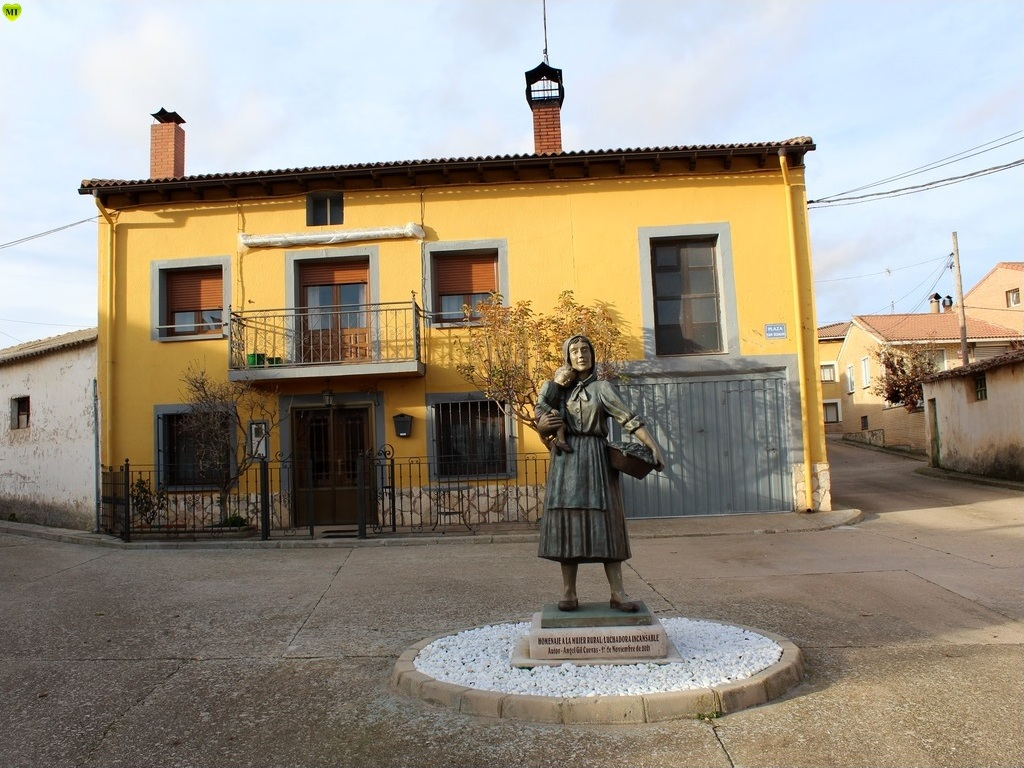
Homenaje a la Mujer Rural

Revenga de Muñó es un antiguo municipio, INE-095117, y hoy una Entidad Local Menor perteneciente al municipio de Villaverde del Monte, en Burgos, España. Está situada en la comarca de Arlanza. Su alcalde pedáneo (2016-) es Julio Tomé Villafruela.

## Población
En 1842 contaba con 16 vecinos y 72 habitantes.
Entre el censo de 1857 y el anterior, este municipio desaparece porque se integra en el municipio 09466 Villaverde del Monte.
En 2006, contaba con 60 habitantes censados, aunque los habitantes del pueblo oscilan entre 20 y 40, dependiendo de la época del año, habiendo generalmente más presencia en verano y escasa en invierno.

## Situación
Se encuentra en la comarca del Arlanza, a 27 kilómetros de la capital provincial, la ciudad de Burgos. Al este del municipio, dista 5 km de la capital, Villaverde.
En el valle del Arroyo Aguanal, afluente del río Cogollos, entre Ciadoncha y Presencio.

## Tradiciones
El patrón del pueblo es San Román Abad, un santo francés del siglo V.

## Monumentos y lugares de interés

### El moral de Revenga de Muñó
Este moral se encuentra cercano a la iglesia del pueblo y podría tener más de 400 años.

### La iglesia de Revenga de Muñó
Se trata de una iglesia de estilo románico de entre los siglos XII y XIII.
El retablo es neoclásico, de finales del siglo XVIII, pero con elementos ornamentales barrocos. 
Mención especial merece la portada, adosada al muro sur de la iglesia. Hay un total de cinco arquivoltas, todas de arco de medio punto.
Las campanas de la actual iglesia de Revenga de Muñó fueron fundidas y colocadas en 1884. Esta iglesia está dedicada a un santo que sufrió martirio en el siglo IV. Primero se le flageló con látigos de plomo, luego se le rebanó la lengua para que no evangelizase, lo cual no impidió que siguiese hablando. Un niño que había por allí entonces empezó a declarar la divinidad de Jesús y por eso uno y otro fueron decapitados.

## Enlaces
- Página oficial de Revenga.

- Datos: Q5841443
- Multimedia: Revenga de Muñó / Q5841443